# 杨福愉
杨福愉（1927年10月30日—2023年1月5日），男，浙江镇海人，生于上海，中国生物化学家，中国科学院院士。现任中国生物大分子国家重点实验室学术委员会主任。

## 生平
1950年毕业于浙江大学化学系。1960年获苏联莫斯科大学生物系哲学博士学位。历任中国科学院生物物理研究所副研究员、研究员、副所长。1991年，当选为中国科学院院士。
2023年1月5日于北京去世。